# Alberto Rodríguez (reżyser)
Alberto Rodríguez Librero (ur. 11 maja 1971 w Sewilli) – hiszpański reżyser i scenarzysta filmowy. Laureat trzech nagród Goya: za reżyserię i scenariusz kryminału Stare grzechy mają długie cienie (2014) oraz za scenariusz swojego kolejnego filmu Człowiek o tysiącu twarzy (2016).

## Wybrana filmografia
- 2018: Zaraza
- 2014: Stare grzechy mają długie cienie